# Floing (Autriche)
Pour les articles homonymes, voir Floing (homonymie).
Floing est une commune autrichienne du district de Weiz en Styrie.